# Прапор Бахмутського району
Пра́пор Бахмутського райо́ну — офіційний символ Бахмутського району Донецької області, затверджений 19 липня 2001 року рішенням № 3/16-1 сесії Бахмутської районної ради.

## Опис
Прапор являє собою горизонтальне прямокутне полотнище зі співвідношенням ширини до його довжини — 2:3. Полотнище розділене по ширині на три рівновеликі горизонтальні смуги — синю, зелену і чорну. У верхній частині по лінії поділу синьої та зеленої смуг зображено два жовтих колоски, покладені горизонтально.

## Символіка
- Синій колір символізує воду та небо.
- Зелений являє собою достаток.
- Чорний — це кам'яне вугілля та залізна руда.